# Geschlossene Gesellschaft (1959)
Geschlossene Gesellschaft ist eine deutsche Verfilmung des gleichnamigen Dramas (französischer Originaltitel: Huis clos) von Jean-Paul Sartre.

## Handlung
Die Handlung des Films entspricht der literarischen Vorlage:
Ines, Garcin und Estelle sind drei Tote, die in die Hölle kommen und dort von einem Diener in einem Raum zusammengesperrt werden. Sie reden über ihr vergangenes Leben und es stellt sich heraus, dass jeder von ihnen schwere Schuld auf sich geladen hat. Sie quälen sich gegenseitig mit Vorwürfen, sind voneinander abgestoßen, aber auch angezogen. Ihnen wird klar, dass der Raum keine Vorstufe der eigentlichen Hölle mit physischen Qualen ist, sondern sie dazu verdammt sind, sich auf ewig gegenseitig zu quälen. Garcin resümiert: „Die Hölle, das sind die anderen“.

## Produktion
Es handelt sich um die zweite Verfilmung des Stücks nach einer französischen Version von 1954. Der Film wurde vom Süddeutschen Rundfunk produziert und am 9. April 1959 zum ersten Mal ausgestrahlt. 2008 erschien er bei Film101 auf DVD.